# Não Se Aceitam Devoluções
Não Se Aceitam Devoluções é um filme brasileiro de comédia dramática de 2018, dirigido por André Moraes e estrelado por Leandro Hassum. Trata-se de um remake do filme mexicano Não Aceitamos Devoluções, dirigido e estrelado por Eugenio Derbez em 2013.

## Enredo
Juca Valente é dono de um quiosque no litoral de São Paulo e só quer saber de diversão. Eterno namorador, ele detesta grandes responsabilidades e não pensa em ter nada sério com ninguém. Mas sua vida toma um rumo totalmente diferente quando uma ex-namorada americana larga um bebê com ele e desaparece. Juca logo parte para os Estados Unidos, na intenção de devolver a criança, sem nem imaginar que começaria a gostar da ideia de ser pai. Sem saber nada de inglês, ele arranja um emprego como dublê em Los Angeles e passa a criar a menina, cujo nome é Emma. Os anos passam, e Emma vai crescendo, até que sua mãe reaparece, o que muda radicalmente as vidas dela e de Juca.

## Elenco
- Leandro Hassum como Juca Valente
- Manuela Kfouri como Emma
- Guilherme Rodio como Marcelo
- Maria Bia como Meire
- Zéu Britto como Luisinho
- Jarbas Homem de Mello como Bob Gomez
- Laura Ramos como Brenda
- Ana Carolina Machado como Rénee
- Rodrigo Fernandes como oficial de justiça
- Hsu Chien Hsin como assistente do juiz
- Kathia Calil como Garota
- Will Roberts como juiz
- Bryan Ruffo como Moto King